# Haydar-Pascha-Moschee (Ohrid)
Die Haydar-Pascha-Moschee (mazedonisch Ајдарпашина џамија Ajdarpašina džamija; albanisch Xhamia e Hajdar Pashës; türkisch Haydar Paşa Camii) ist die älteste erhaltene Moschee in der nordmazedonischen Stadt und im Muftiat Ohrid. Weil einst Zypressen im Moscheehof standen, wurde sie von den Anwohnern oft Zypressenmoschee (albanisch Xhamia e Selvisë; türkisch Selvili Camii) genannt.

## Geographische Lage
Die Moschee befindet sich an der Ecke der Straßen „Goce Delčev“ im Südwesten und „Nikola Petrov Rusinski“ im Südosten. Sie steht in der Mahalla Haydar Pascha und im Stadtteil Voska.

## Architektur
Die Moschee ist klassisch-osmanischen Stils.
Der Zentralbau besitzt einen rechteckigen Grundriss mit Abmessungen von 16,3 mal 8,3 Meter und ein Walmdach. An der nördlichen Fassade ist eine geschlossene Eingangshalle angebaut, welche auch als Gebetsbereich dient. Westlich des Zentralbaus ist eine Türbe mit einer ebenso rechteckigen Grundfläche von 6,65 mal 4 Meter angeschlossen, in der drei Gräber liegen, darunter das des Stifters. Das Minarett mit einer Scherefe ruht auf einem achteckigen Postament in der westlichen Ecke zwischen Zentralbau und Türbe und wird über den Zentralbau betreten. Nordwestlich der Moschee steht ein offener Şadırvan, der für die rituelle islamische Waschung vor dem Gebet (Wudū') dient.
Im Inneren ist die Decke mit kalligrafisch eingeschriebenen Versen aus dem Koran, geometrischen und floralen Elementen dekoriert.

## Geschichte
Laut einer Inschrift am Eingang der Moschee wurde das Gebäude im Jahr 1456 erbaut. Der Ursprungsbau soll ein Kuppelbau gewesen sein; Bausteine dieser vorigen Moschee wurden für die südwestliche Wand des heutigen Bauwerks verwendet.
Ihr heutiges Aussehen erhielt die Moschee wahrscheinlich im 16. Jahrhundert, als der hohe osmanische Funktionär Haydar Pascha einen Neubau veranlasste. Laut seiner Grabinschrift verstarb er im 976. Jahr der Hidschra, also 1567–1568.
Bis zu ihrem Abriss im 19. Jahrhundert stand eine Madrasa im Hof des Gotteshauses.
Die Moschee ist seit dem 22. März 1968 denkmalgeschützt.